# ジ・アンダーテイカー
ジ・アンダーテイカー（The Undertaker、本名：Mark William Calaway、1965年3月24日 - ）は、アメリカ合衆国の元プロレスラー。テキサス州ヒューストン出身。

## 概要
ギミック上の出身地は死の谷とされている。リングネームの "Undertaker" は墓堀人（本来の意味は葬儀屋）を意味し、転じて「地獄の墓堀人」と表されることもある。TV中継では「テイカー」とも略された。
その豊富な経験と実績でバックステージでの同僚のレスラーのリスペクトは高く、リーダー格の地位にある。入場・試合等では、ヒールを演じていてもブーイングが歓声にかき消されるほどであった。スーパーヘビー級にふさわしい力技、大柄な肉体とは裏腹のフットワークの速さ、安定したレスリングテクニックもさることながら、当たり外れの大きい怪奇派ギミックを完璧にこなし、WWEで人気を得るための重要な要素であるマイクアピールを殆どせずとも、入場するだけで自分のペースに巻き込むことができた。
WWE最大の祭典レッスルマニアでは出場した21大会すべてで勝利を収め、無敗記録を更新し続けていたが、2014年のレッスルマニアXXXでブロック・レスナーに敗北し無敗記録は止まった。墓堀人ギミックの時は「雷を落とす」「敵の背後に姿を現し、後ろを振り返った瞬間に再び姿を消す」「敵の友人の顔が突然、血だらけになる幻が見える」などの超常現象を操れる魔力を持つというギミックがあり、魔力で敵を翻弄することから「心理戦の達人（master of mind games）」とも呼ばれた。

## 来歴

### 初期
ドン・ジャーディンやバズ・ソイヤーのコーチを受けて、1984年にダラスのWCCW（フリッツ・フォン・エリック主宰）にてブルーザー・ブロディを相手にデビュー。当時のリングネームはテキサス・レッド（Texas Red）だった。その後、メンフィスのCWA（後にWCCWと合併してUSWAと改称）に転戦し、マスター・オブ・ペイン（The Master of Pain）のリングネームで活動。1989年4月1日にはジェリー・ザ・キング・ローラーを破りUSWA統一世界ヘビー級王座を獲得。同年10月5日、覆面レスラーのザ・パニッシャー（The Punisher）に変身してUSWAテキサス・ヘビー級王座も奪取した。
その後、初期のWCWに移籍。ポール・E・デンジャラスリーやテディ・ロングをマネージャーに、ミーン・マーク・キャラス（"Mean" Mark Callous）の名でダニー・スパイビーとのザ・スカイスクレイパーズ（The Skyscrapers）などで活動、ロード・ウォリアーズやスタイナー・ブラザーズとも対戦し、シングルではスティングのNWA世界ヘビー級王座やレックス・ルガーのNWA USヘビー級王座に挑戦したが、成功することなく退団。この間、1990年3月にパニッシャー・ダイス・モーガン（"Punisher" Dice Morgan）名義で新日本プロレスに初来日、広島県立体育館にてスコット・ホールと組み、マサ斎藤&橋本真也のIWGPタッグ王座に挑戦している。当時はショートパンツにセミロングと、後年とはまったく異なるいでたちだった。

### 1990年 - 1994年
WCW退団後、ハルク・ホーガン主演の映画 "Suburban Commando"（邦題：マイホーム・コマンドー） に出演したことから、ホーガンの紹介でWWFと契約。古い西洋映画の葬儀屋をベースにした怪奇派ヒールのケイン・ジ・アンダーテイカー（Kane the Undertaker）に変身し、1990年11月22日のサバイバー・シリーズにてテッド・デビアス軍のメンバーとしてデビュー。以降はリングネームをジ・アンダーテイカー（The Undertaker）と簡略化する。当初は言葉を話さない設定であったためブラザー・ラブがマネージャーに付き、後にWCCW時代からの間柄であるポール・ベアラーに替わった。1991年からはハルク・ホーガンやアルティメット・ウォリアーなどトップ選手のライバルに抜擢され、同年のサバイバー・シリーズではリック・フレアーの介入もあってホーガンを破りWWF世界ヘビー級王座を獲得。これは当時の最年少記録であった。しかし6日後にはフレアーやベアラーの介入も跳ね返したホーガンに王座を取り戻されている。
その後は彼の出現以前のWWF一の怪奇派であったジェイク・ロバーツと組み、ランディ・サベージなどと抗争。1992年にロバーツと仲間割れしてベビーフェイスに転向、4月のWrestleMania VIIIにてロバーツを撃破した。この頃より、骨壷から発せられるパワーが無いと力を発揮できない、というギミックが加わる。同年下期にはカマラとの抗争において、彼の代名詞となる棺桶マッチも実現した。当時のアンダーテイカーは1991年12月から1993年9月までの間はシングル戦では無敗であり、これは1990年代のWWE最長記録となった。
その間、1992年3月には当時のWWFの日本での提携先だったSWSに参戦。新日本プロレスへの初来日以来となる2年ぶりの再来日であり、これがジ・アンダーテイカーとしての日本マット初登場だった。同年9月にはSWSから分裂したWARにも参戦しており、横浜アリーナ大会のセミファイナルでキング・ハクから勝利を収めている。
1994年1月、ロイヤルランブルでWWF世界ヘビー級王者ヨコズナとの棺桶戦で圧倒するものの、ヨコズナの配下のヒール・レスラー約30人に襲撃されて敗北。その直後、会場のスクリーンに棺桶内のテイカーが映り、棺桶が爆発すると共にテイカーが「昇天」してしばらく姿を消した（実際には背中の怪我の治療のため）。

### 1994年 - 1996年
同年のサマースラムで復帰し、当時デビアスの配下として出現していた偽アンダーテイカー（Evil Undertaker）を下し、その後ヨコズナとの棺桶戦での再戦にも勝利。この94年の復帰の際、それまで灰色だった手袋とブーツが紫色に一新され、また入場の際青色の照明が使われるようになった。この演出はその後20年以上経ても変わらず、アンダーテイカーの入場を象徴するものとして定着した。
94年末から1995年の大半は、キングコング・バンディやカマなどデビアス派閥のミリオンダラー・コーポレーションと抗争した。95年のサバイバー・シリーズでは、鼻骨骨折の影響で『オペラ座の怪人』風のフェイスマスクを着けて復帰した。翌1996年のロイヤル・ランブルでのブレット・ハートとのWWF王座戦にてマスクを剥がされ、勝利しかけるがディーゼルに妨害され抗争が勃発。WrestleMania XIIで対戦し勝利した。
WrestleMania XII翌日のRAWにてハードコア・マッチで名を上げたミック・フォーリーが怪奇派ギミックのマンカインドとしてWWFに登場して二人の抗争が始まり、マネージャーのベアラーの裏切り、サマースラムでの通称「ボイラールームでの決闘」を経て、イン・ユア・ハウスで史上初のベリード・アライブ・マッチが行われた。試合には勝利したものの直後にジ・エクスキューショナーに襲われ生き埋めにされる。しかしその場に雷が落ち、土の中から手が現れるというホラー映画さながらのシーンが演じられた。
その後サバイバー・シリーズにて復活。全身黒で統一したコスチュームと派手な装飾のコートで会場の天井からワイヤーで降りてくる衝撃的な復帰を果たすと、WWFの路線変更も影響して翌年以降「墓堀人」から「暗黒の魔王」へと徐々に過激化していった。

### 1997年 - 1999年

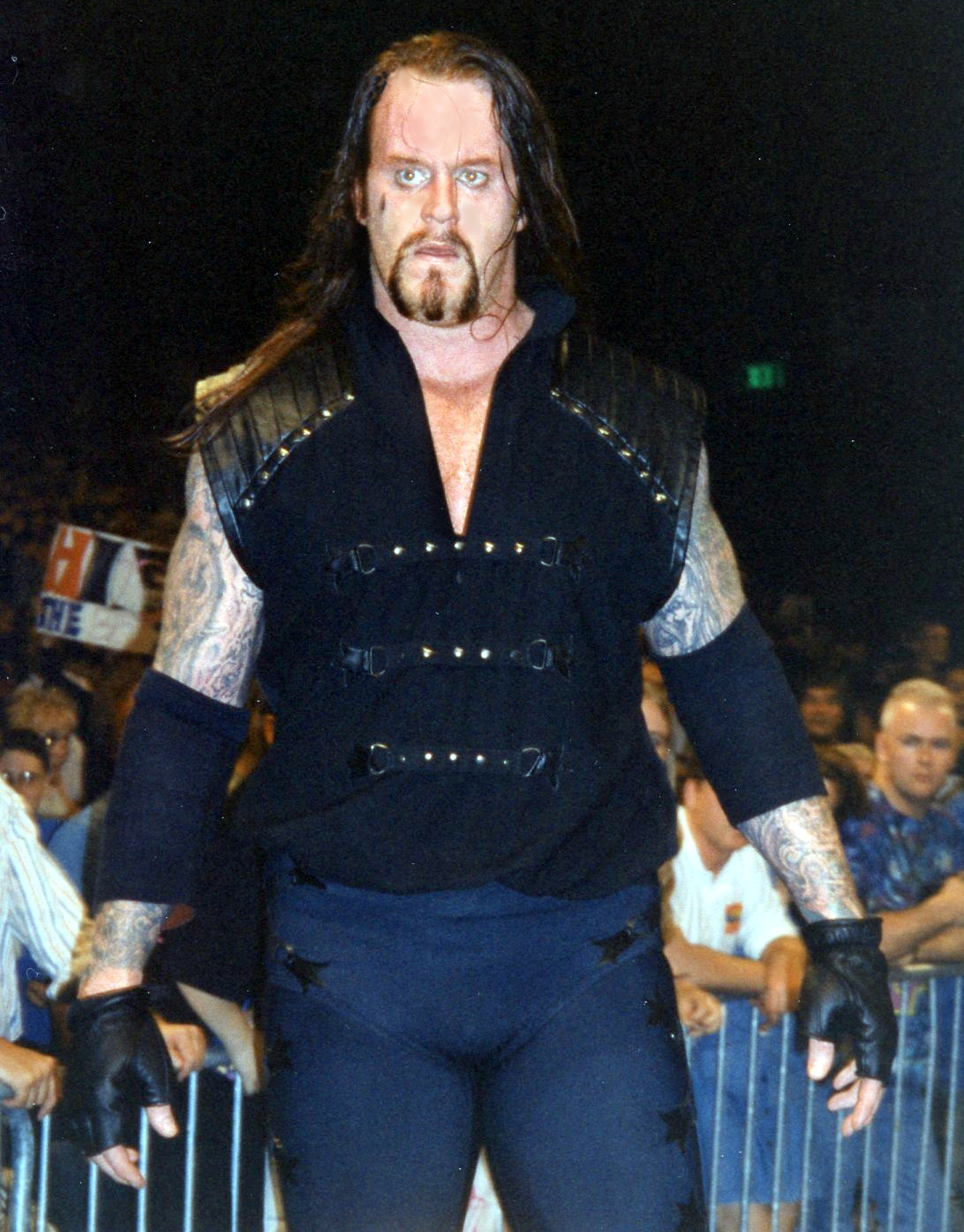
1997年

1997年、WrestleMania 13のメインイベントではサイコ・シッドを下し二度目のWWF王座を獲得。サマースラムでショーン・マイケルズの誤爆によってブレット・ハートに王座を奪われ、以降はマイケルズとの抗争に発展。史上初のヘル・イン・ア・セルで決着が図られたが、試合中に以前よりベアラーによって存在のみが明かされていた、『火事で死んだと思われていたテイカーの弟』ケインが乱入し敗北。1998年WrestleMania XIVでのケイン戦ではツームストーン・パイルドライバー三連発の末に勝利。その後はマンカインドとの抗争が復活し、キング・オブ・ザ・リングで行われたヘル・イン・ア・セル戦ではマンカインドを金網の上から二度も転落させ、さらに大量の画鋲の上にチョークスラムで叩き落し、最後はツームストーン・パイルドライバーでフォール勝ちを奪うという、プロレス史上に残る壮絶な試合となった。
なお、この間の1997年 10月10日にはみちのくプロレスに来日し、両国国技館大会で白使に勝利している。
その後はマンカインドがケインと結託したため、ケインと抗争中だったストーン・コールド・スティーブ・オースチンとタッグを組んで7月にケイン&マンカインドを破ってWWF世界タッグ王座を初戴冠。タッグ王座陥落後は、テイカーがWWF王者オースチンへの第一挑戦者となり、並行してケインとブラザーズ・オブ・デストラクション（Brothers of Destruction、和名「破壊兄弟」）を結成。サマースラムでオースチンに挑戦するにあたり、ケインがテイカーを援護しようとするがテイカーは援護を拒否して一対一を挑み、オースチンがレフェリーの目を盗んで放ったローブローをくらい、スタナーを浴びて敗れたが、試合後にオースチンと握手をかわした。
サマースラム後は久々にヒール化していき、オースチン、ケインとの三つ巴のWWF王座戦ではケインと共にオースチンをフォールするが、ビンス・マクマホンが同時フォールは認めないとして王座は空位となった。10月18日のジャッジメント・デイでオースチンが特別レフェリーを務めるテイカー対ケインのWWF王座戦では、ポール・ベアラーと共にケインを椅子で殴打し、フォールを奪おうとするが、オースチンがカウントを取らずにテイカーを襲撃し、両者カウントアウトとなる。以後、オースチンとケインとの抗争を深め、十字架を模したテイカーのシンボルにオースチンを磔にして生贄にするという凶行にでる。12月13日のPPV『ロック・ボトム』にて、オースチンとのベリードアライブ・マッチでケインの乱入によって敗れ、生き埋めにされた。
翌99年に「死去した歴代の元WWFレスラー達の怨霊を吸収した」ことによって暗黒の魔王（Lord Of Darkness）のギミックで復活、ミニストリー・オブ・ダークネス（Ministry of Darkness）なる怪奇派ユニットを組織。団体の掌握を目論みビンス・マクマホン率いるコーポレーションとの抗争を開始。コーポレーションのメンバーであるビッグ・ボスマンと抗争をし、レッスルマニアXVでのヘル・イン・ア・セル戦に勝利。試合後ボスマンを首吊りにした。後にステファニー・マクマホン誘拐のアングルを機にビンスと手を組みコーポレート・ミニストリー（The Corporate Ministry）を結成。自身もオースチンを下して三度目のWWF王座獲得、ビッグ・ショーとのタッグでタッグ王座獲得などトップ・ヒールとして君臨したが、股関節の故障により9月より長期離脱、しばらく表舞台から姿を消した。

### 2000年 - 2003年
2000年5月21日のジャッジメント・デイにてアメリカン・バッドアスというアメリカの不良中年ギミックで再登場。これまでの怪奇派から大型バイクに乗っての入場や、バンダナの着用など、全く逆の不良中年スタイルが受け、ベビーフェイスの地位を確立。なおこのギミックは本人によれば「自分の普段のライフスタイル」とのことで、バイクも自前だったそうである。ケインとブラザーズ・オブ・デストラクションを再結成し、エッジ&クリスチャンに勝利してWWFタッグ王座を獲得した。2001年にはトリプルHとの抗争し、WrestleMania X-Sevenでは歴史に残る名勝負の末に勝利。同大会でストーン・コールド・スティーブ・オースチンがビンス・マクマホンと結託して衝撃のヒール・ターンを果たし、翌日にはトリプルHとも結託して、オースチンとトリプルHのタッグ『パワー・トリップ』がWWFを掌握するなか、テイカーはケインとのタッグ破壊兄弟を復活させて対抗。再びエッジ&クリスチャンに勝利してWWFタッグ王座を獲得。バックラッシュではオースチンの持つWWF王座とトリプルHの持つインターコンチネンタル王座、破壊兄弟の持つタッグ王座を懸けたタッグマッチでパワー・トリップと対戦し、抗争中に負傷したケインの左腕への集中攻撃と、ビンスとステファニーの乱入もあって敗れたものの、5月5日の『Insurrextion 2001』では、ケインの欠場によって一対二のハンディ・キャップ形式WWF王座戦（オースチンからフォールを奪った時のみテイカーがWWF王座獲得）でパワー・トリップと対戦し、ビンスとステファニーの乱入をものともしない無双の強さでトリプルHからフォールを奪って勝利した。アライアンスとの抗争では破壊兄弟として主にタッグ部門で活躍し、初めてWWE・WCW両タッグ王座を同時に保持した。
アライアンスとの抗争が終結した同年11月、ジム・ロスを襲いヒール・ターン。ロブ・ヴァン・ダムからハードコア王座を奪い防衛を続けていたが、リック・フレアーの介入で王座から陥落するとフレアーとの抗争を開始し、当時OVWに所属していた息子のデビッド・フレアーを襲撃するなど極悪ぶりを発揮。WrestleMania X8でフレアーに勝利し、レッスルマニア無敗記録を10勝無敗とした。2002年のWWEのテレビ番組分割時にはフレアーによってRAWにドラフト1位指名で加入。4月21日のBacklash 2002でストーン・コールド・スティーブ・オースチンに勝利してWWE統一世界王座への挑戦権を獲得、さらに同日のトリプルH対ハルク・ホーガンのWWE統一世界王座戦に乱入してトリプルHを襲撃して結果的にホーガンの王座獲得を援護。5月19日、ジャッジメント・デイ 2002ではまたもハルク・ホーガンからWWE統一世界王座を奪取した。この抗争でもホーガンをバイクに縛りつけ引きずったまま走り回るなど、この時期の彼のヒールとしての迫力は特筆に値する。6月23日のキング・オブ・ザ・リング 2002でトリプルHと対戦し、ザ・ロックの襲撃に遭いながらも勝利。7月1日のRAWでジェフ・ハーディーとのラダー・マッチで歴史に残る名勝負を繰り広げて王座防衛した後にはヒールでありながらジェフの大健闘を称えるなど、男気溢れる一面を見せた。
7月21日、ヴェンジェンスでのザ・ロックとカート・アングルとの三つ巴戦で、ロックがカートからフォールを奪ったため、敗れずして統一王座から陥落。王座をスマックダウン所属だったロックに奪われたため、入れ替わりに移籍。移籍後はベビーターンし新WWE王者ブロック・レスナーと抗争し、ポール・ヘイマンの介入によってプロパンタンクで殴られて右手を骨折するアングルのなかヘル・イン・ア・セル戦で死闘の末敗れ、その後ビッグ・ショーの襲撃によって怪我で休養。翌年に復帰後は番組GMステファニー・マクマホンと組んでビッグ・ショー、Aトレイン、ブロック・レスナー、ビンス・マクマホンとの抗争が再燃。9月4日のSmackdownでWWE王者カート・アングルと名勝負を繰り広げるもレスナーの乱入で無効試合となり、その後WWE王者となったレスナーに挑戦するもビンスの乱入によって敗北。「テイカーが勝てば自身の試合を自由にマッチメイクできる」という条件でWWE王者レスナー・US王者ビッグ・ショーとの一対二のハンデ戦を戦い、GMのポール・ヘイマンの策略で、何度勝利しても「言い忘れてたが、この試合は2本先取制だったから試合再開」「言い忘れたがこの試合は反則裁定無しだからテイカーの反則勝ちは取り消し」などと繰り返されたが、遂に勝利。サバイバー・シリーズでのビンスとのベリードアライブ・マッチをマッチメイクし、試合でも勝利寸前だったが暴走したケインの乱入により生き埋めにされ、再び姿を消す。

### 2004年

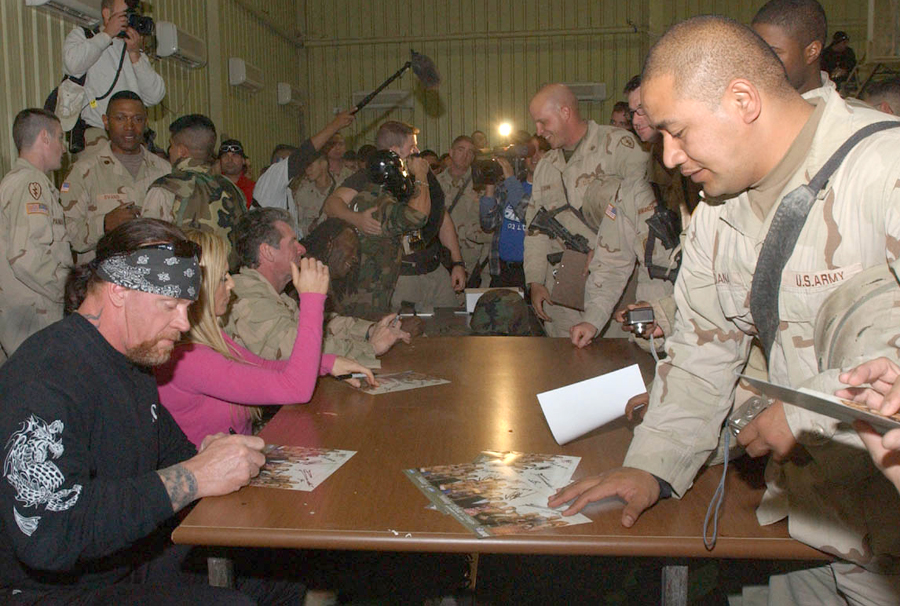
イラク慰問時のアンダーテイカー
（写真手前左端）

2004年のロイヤルランブル以降、ケインの行く先々でテイカー復活を示唆する怪奇現象が起こっていき、WrestleMania XXにて、再び墓堀人ギミックでポール・ベアラーと共に再登場してケインに勝利。同年よりフルタイムではなく実質的にはスポット参戦になったが、主にダッドリー・ボーイズやJBL、ハイデンライクなどと抗争。ダッドリー・ボーイズとの抗争ではポール・ヘイマンの策略でベアラーが誘拐されてしまい、ヘイマンからダッドリーズとのハンデ戦で負けなければベアラーをコンクリートで埋めると脅迫されるが、それを拒否して勝利、さらにテイカー自らレバーを引いてベアラーをコンクリートで埋めた。

### 2005年
2005年のWrestleMania 21でテイカーのレッスルマニア連勝記録にランディ・オートンが挑んで以降、2005年はオートン親子との抗争が続いた。ノー・マーシーにおけるランディ・オートン、カウボーイ・ボブ・オートンとのハンディキャップ形式棺桶戦でオートン親子に敗北。試合後、ランディに棺桶ごとガソリンで燃やされ、姿を消す。オートンは翌月のサバイバー・シリーズにて、エディ・ゲレロの急死に伴い代役としてRAW対スマックダウン番組対抗戦に出場、生き残りを果たした。この試合後棺桶が登場、稲妻が落ち、燃え上がる棺桶の中からテイカーが登場し復帰。オートンを「ガラスをふと見るとテイカーが映っていて、振り返ると誰もいない」「突然、父ボブの顔が血だらけになるように見える」などの得意の超常現象で翻弄し、アルマゲドンにおけるオートンとのヘル・イン・ア・セル戦では親子共々ツームストーン・パイルドライバーを与え勝利。

### 2006年
その後、姿を消していたが2006年ロイヤルランブルに登場。王座防衛した直後のカート・アングルの前に現れ、雷を放ってアングルの居るリングを破壊、王座挑戦を表明するも、ノー・ウェイ・アウトでの王座戦では激闘の末アングルに敗北。翌々週のアングルとの再戦では前戦をさらに上回る壮絶な死闘の末に勝利寸前だったが、マーク・ヘンリーの乱入で王座を逃した。WrestleMania 22でヘンリーと棺桶マッチを戦い、体重180kgのヘンリーにツームストーン・パイルドライバーを浴びせて勝利。その後はザ・グレート・カリとの抗争でラストマン・スタンディング・マッチで勝利、Mr.ケネディとの抗争ではアルマゲドンでのラスト・ライド・マッチでケネディを下す。

### 2007年
2007年、ロイヤルランブルでWWE在籍17年目にして初優勝、WrestleMania 23でバティスタを下し、初めて世界ヘビー級王座を獲得した。ところが5月にバティスタと金網戦で辛くも防衛に成功した直後にマーク・ヘンリーの不意打ちを食らい、さらにその直後マネー・イン・ザ・バンクの権利を行使したエッジに王座を奪われ戦線離脱。その年のアンフォーギヴェンで復活しマーク・ヘンリーに勝利。サイバー・サンデーでは、バティスタとの王座戦に挑んだが二度のバティスタ・ボムを受け敗北。サバイバー・シリーズでもバティスタにヘル・イン・ア・セル戦で挑み、勝利寸前だったがリングサイドのカメラマンに扮していたエッジの乱入を受け敗北。アルマゲドンではバティスタ、エッジとの三つ巴戦に臨むが今度はエッジの手下ジ・エッジヘッズの乱入で敗戦。

### 2008年

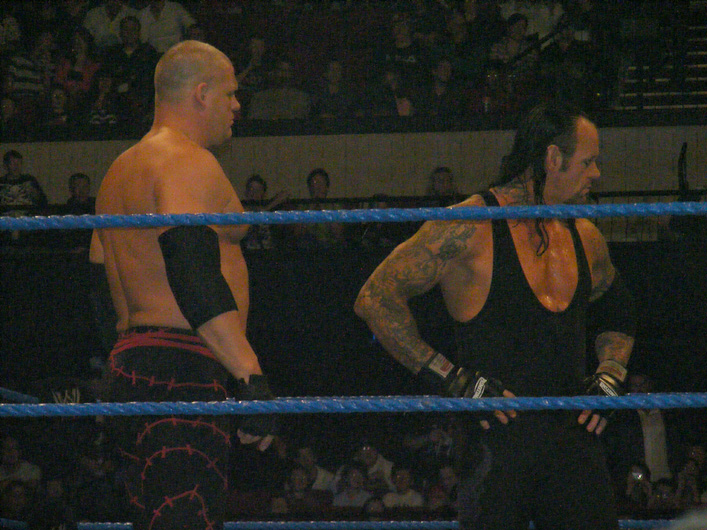
破壊兄弟（2008年6月）

2008年、ノー・ウェイ・アウトにてエリミネーション・チェンバー・マッチで勝利し、レッスルマニアでの世界王座挑戦権を獲得すると本格的にエッジやスマックダウンのGMでエッジのギミック上の恋人だったヴィッキー・ゲレロの一味"ラ・ファミリア"と抗争開始。WrestleMania XXIVではエッジとの王座戦にヘルズゲートで勝利し、世界ヘビー級王座を獲得、レッスルマニアでの連勝記録を16に伸ばした。しかし5月ヴィッキーにヘルズゲートを禁止技にされた上、王座も剥奪されてしまう。剥奪された王座を懸けワン・ナイト・スタンドにてエッジと自身初のTLC戦で争うも、ラ・ファミリアの襲撃を受け敗北、WWEから追放され姿を消す。その後エッジの浮気を巡り激怒したヴィッキーがエッジを制裁するべくサマースラムでのエッジとのヘル・イン・ア・セル戦での復帰を決定。これに勝利し、試合後にはハシゴの頂上からのチョークスラムでリングを貫通させ、炎を燃え上がらせてエッジを火葬した。その後はヴィッキーやビッグ・ショーと抗争。ノー・マーシーではショーにノックアウト負けを喫するがサイバー・サンデーではラストマン・スタンディング・マッチで勝利。さらにサバイバー・シリーズで行われた棺桶戦でも勝利した。

### 2009年

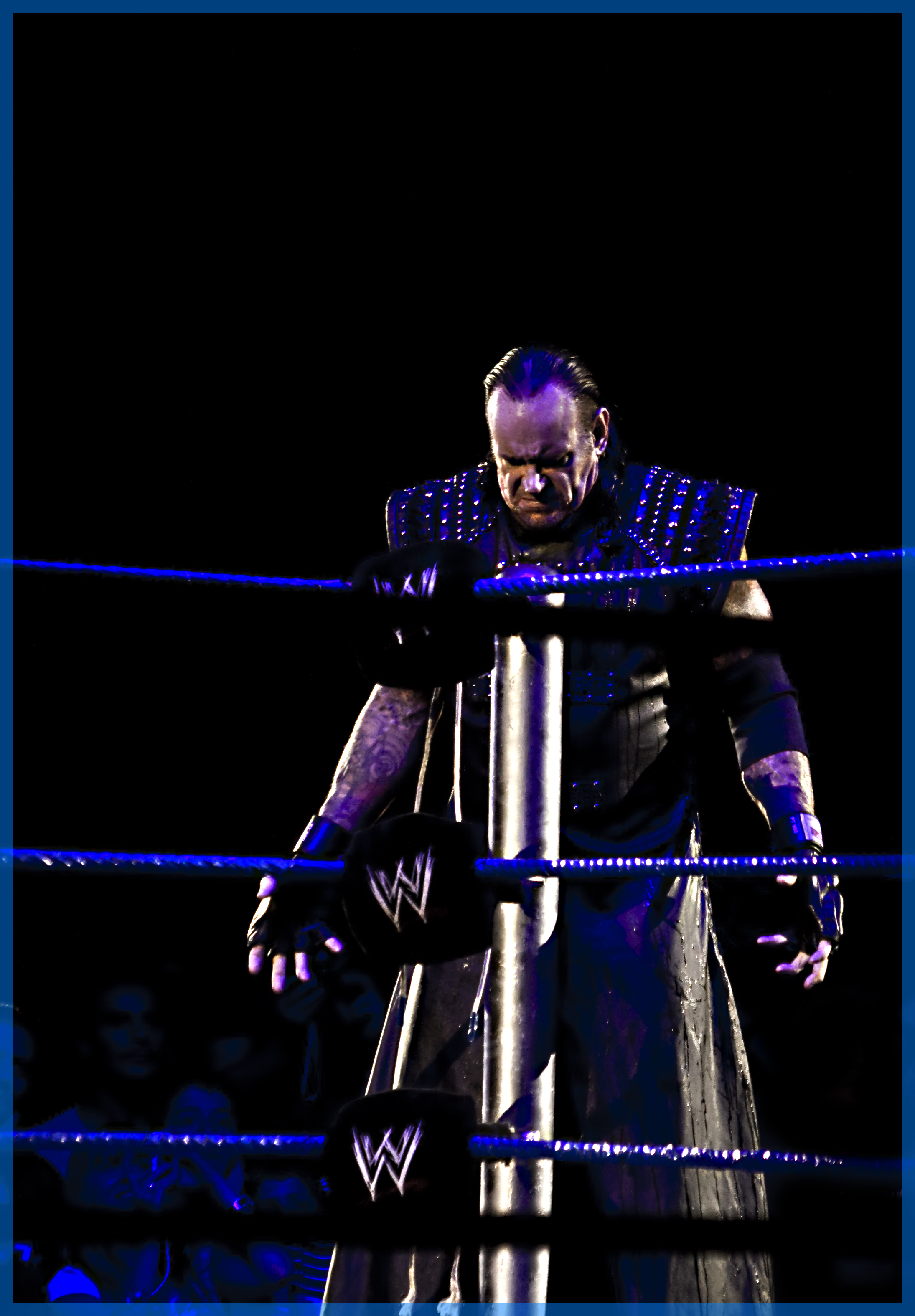
2009年

2009年、ロイヤルランブルでもビッグ・ショーに邪魔をされ敗退。ノー・ウェイ・アウトでのエリミネーション・チェンバー形式WWE王座戦ではトリプルHに敗北。その後レッスルマニアでの連勝記録にJBL、ショーン・マイケルズ、ウラジミール・コズロフが挑戦を申し出るが1対1でマイケルズが他の2人を退け、WrestleMania XXVにて『ミスター・レッスルマニア』の異名を持つマイケルズの挑戦を受けた。壮絶な激闘の末マイケルズを下し、レッスルマニア連勝記録を17に伸ばす。その後股関節の手術などで長期休養に入る。サマースラムのジェフ・ハーディー対CMパンク戦にて復帰すると世界ヘビー級王座戦線に乗り込んだ。ブレーキング・ポイントではパンクに挑戦するも、モントリオール事件のような結末になり敗北。10月ヘル・イン・ア・セルで再戦し世界ヘビー級王座を獲得。以降パンク、クリス・ジェリコ、ビッグ・ショー、バティスタ、レイ・ミステリオ等の挑戦を退けた。

### 2010年
2010年、前年のレッスルマニアで敗ったショーン・マイケルズから再三レッスルマニアでのリマッチを要求され、エリミネーション・チェンバーでの世界王座防衛戦では終盤にそのマイケルズの襲撃に受け王座を失う。翌日のRAWに登場したテイカーはマイケルズが負ければ引退するという条件でWrestleMania XXVIでの再戦を受ける。そして迎えた『連勝記録vsキャリア』と銘打たれた試合では前年に勝るとも劣らない激闘を展開し、ジャンピング・ツームストンという最上級のフィニッシュでマイケルズを下す。試合後、テイカーから歩み寄る形でマイケルズと抱擁を交わし健闘を称えた。5月28日のSmackDown!の放送後弟ケインにより意識不明の植物状態で発見され（実際には同日に行われたレイ・ミステリオとの一戦で顔面を負傷したため）しばらく休養に入る。その後サマースラムにて復帰。自身を襲撃した真犯人であるケインと抗争し、ブラッギング・ライツで世界ヘビー級王座をかけてのベリード・アライブ・マッチに挑むが、これに敗れ以降欠場となる（実際の欠場の要因は肩の古傷の悪化である）。

### 2011年
2011年、WrestleMania XXVIIを目前にした2月21日のRAWで復帰。同時に復帰したトリプルHの挑戦を受けて、レッスルマニアで対戦することになった。そして迎えた当日の試合は死闘と呼ぶに相応しい内容となりペディグリー3発、さらに掟破りのツームストンを食らいながらもヘルズ・ゲートでトリプルHからタップを奪いレッスルマニア連勝記録を19に伸ばした。しかしその代償として立ち上がることもままならないほどのダメージを負い、救護用のカートに乗せられて退場し、以降再び欠場することとなった。これ以降フルタイムでWWEに登場することは無くなり、主にレッスルマニアの時期のみ参戦という形をとっている。

### 2012年

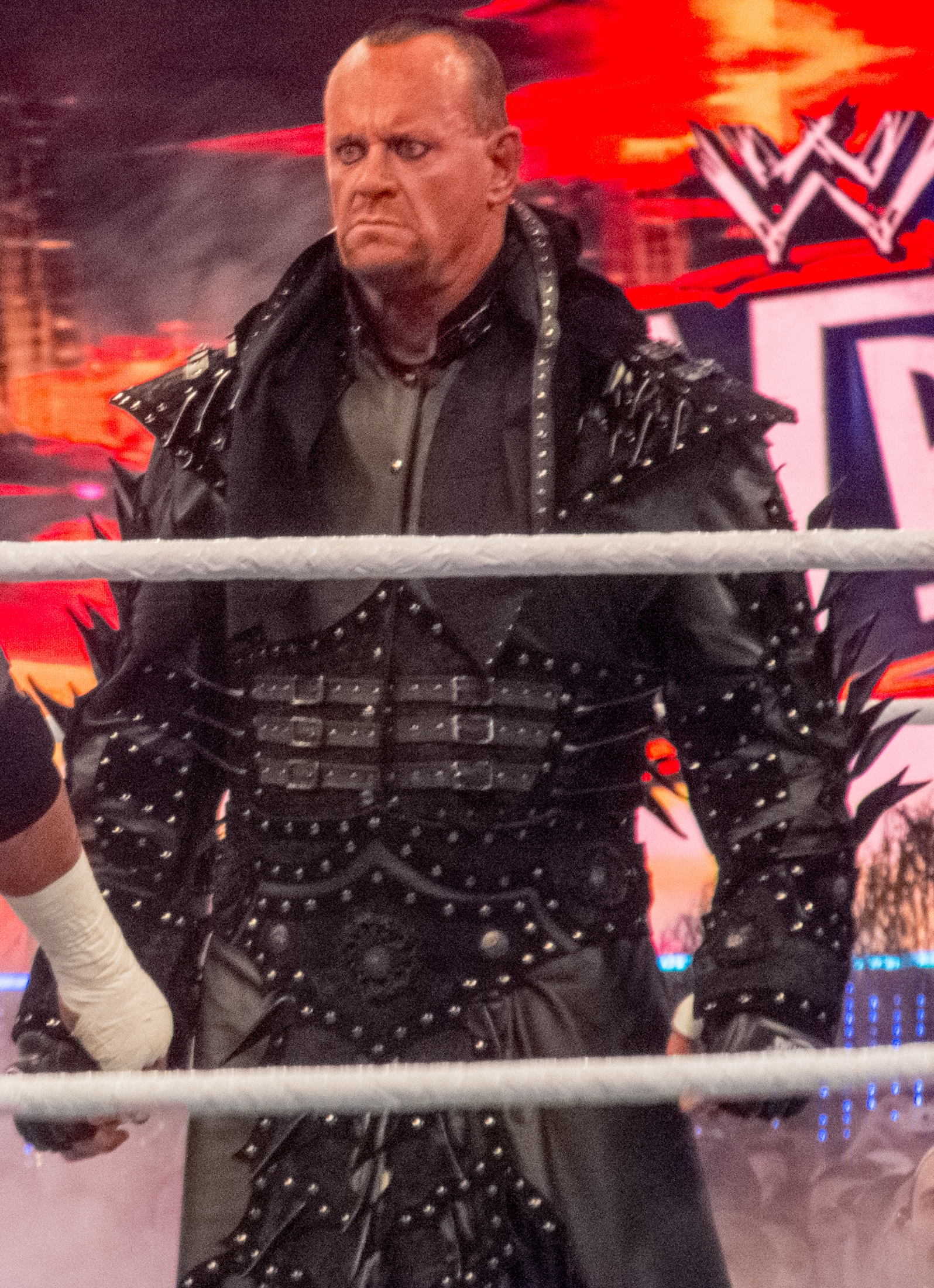
2012年WrestleMania XXVII

2012年1月に、WrestleMania XXVIIでは勝ったものの、立ち上がれないほど痛めつけられた事で「昨年の勝利は意味がない」としてアンダーテイカーはトリプルHに再戦を要求。しかし、トリプルHは「試合に勝ったのはお前だが、戦争に勝ったのは俺だ。再戦すれば尊敬しているお前を潰すことになる。それに俺はWWEのCOOだから、会社のためにもアンダーテイカーというブランドを失いたくない」と再戦を拒否。これによってテイカー、さらにトリプルHの親友ショーン・マイケルズまでもがトリプルHを臆病者呼ばわりして対戦を受諾させようとしても固辞されるが、テイカーが「お前はショーンがやり残した仕事を遂げる自信が無いのだ。なぜなら、ショーンはお前より格上だからだ」と言ったことで遂にキレたトリプルHがレッスルマニアXXVIIIでのヘル・イン・ア・セル戦での対戦を受諾。また、マイケルズが特別レフェリーとなった。
『END OF AN ERA（１時代の終わり）』と称されたこの試合で、テイカーは墓堀人ギミック時のトレードマークだった長髪をバッサリと切り落とした決意の姿で登場。試合は死闘を極め、中盤からトリプルHにパイプ椅子とスレッジハンマーで何度も殴打されてテイカーが意識朦朧となり、テイカーの状態を確認しようとマイケルズが近づいたところで、トリプルHが近づいたと勘違いしたテイカーがヘルズゲートをマイケルズに誤爆。トリプルHにハンマーで殴打され、さらに怒ったマイケルズからスウィート・チン・ミュージックを浴びてさらにトリプルHのペディグリーを浴びるという二人の最強必殺技を連続でくらうが、それでもテイカーはキックアウト。最終的にアンダーテイカーがツームストーンパイルドライバーを決め勝利、連勝記録を20に伸ばした。試合終了後、自力で起き上がれなくなったトリプルHをショーン、テイカーが肩をかし、最後三人で抱き合い、退場した。
2012年7月23日に行われたRAW1000回目放送では、ジンダー・マハル、ヒース・スレイター、ドリュー・マッキンタイア、タイラー・レックス、カート・ホーキンス、フニコに囲まれるケインを援護する形で登場し、一夜限りのブラザーズ・オブ・デストラクションが復活、カート・ホーキンスとフニコに二人そろってチョークスラムとツームストンドライバーを決めた。

### 2013年
2013年3月に、RAWオールド・スクールで復帰。この日行われたフェイタル4ウェイ戦でCMパンクがレッスルマニア29での対戦相手に決まった。翌週のRAWは亡くなったばかりのポール・ベアラーへの追悼興行となり、番組冒頭でベアラーを偲んでいたところでパンクが現れてテイカーとベアラーを侮辱。ベアラーの息子であるケインがこれに激怒し、同日のケイン対パンク戦ではケインがベアラーの骨壷をお守り代わりに持参して臨み、勝利。試合後にテイカーと共にベアラーを偲んでいたところで背後からパンクがケインを骨壷で殴り、骨壷を盗んで逃走。以後、骨壷をわざと床に落とすなどテイカーとベアラーに侮辱を続けられた。試合は攻防戦になるもツームストーン・パイルドライバーを決め見事勝利、連勝記録を21とし、試合後は骨壷を取り返し、ベアラーに対し敬意を表した。
翌日のRAWではシールドに襲われかけたが、ケインとダニエル・ブライアン（ヘル・ノー）が駆けつけ事なきを得る。それをきっかけに祭典二週間後のRAWにて、ヘル・ノーとの6人タッグ戦でシールドと対戦。3年ぶりにRAWで試合を行った（結果は敗戦）。その次のスマックダウンではシールドのディーン・アンブローズとシングル戦を行い、ヘルズ・ゲートでタップ勝利したものの3人がかりの暴行に遭い最終的に合体パワーボムで実況席に沈められた（ケインによれば怪我をしたとのこと）。

### 2014年
2014年2月24日のRAWにて、WWE・世界ヘビー級王座への第一挑戦者を自称してロイヤルランブル2014のランブル戦にも参戦しなかったブロック・レスナーとレスナーのマネージャーのポール・ヘイマンが、レッスルマニアXXXでの王座挑戦をトリプルHとステファニーに要求するも拒否され、代わりに史上初めて王座戦以外のレッスルマニアでの対戦相手を自由に選べる権利を与えられるも、「WWE・世界ヘビー級王座に挑戦できないのであれば意味がない。レスナーに相応しい歴史的な試合を組めないのであればWWEを退団する！」と宣言して出ていこうとしたところでテイカーが登場。テイカーのレッスルマニア無敗記録への挑戦であればWWE・世界ヘビー級王座戦以上の価値があると納得したレスナーとヘイマンは傲慢な態度でテイカーに対戦契約書にサインするよう迫ると、テイカーがレスナーの手にペンを刺した後、チョークスラムで机に撃沈させた。そして、4月6日のレッスルマニアXXXでレスナーと戦うも敗北し、レッスルマニア無敗記録は途絶えることになった。

### 2015年
2015年3月29日、WrestleMania 31にてブレイ・ワイアットと対戦。試合序盤より劣勢となり満身創痍の状態に陥るもツームストーン・パイルドライバーで逆転を図るが返され、ワイアットのフィニッシャーであるシスター・アビゲイルを受けようとしたところを切り返して再びツームストーン・パイルドライバーを決めて勝利した。8月23日、Summer Slam 2015にてWrestleManiaで因縁のあったレスナーと再戦。序盤から激しい攻防を展開してツームストーン・パイルドライバー、ラストライドを仕掛けレスナーもF5を何度も繰り出すなど大技の応酬となる。終盤にヘルズゲートで捕らえたところへキムラロックで切り返されるとレスナーにタップして試合が終了したかに思われたがレフェリーが死角で見えなかった事から試合は再開され試合終了を訴えるレスナーの背後から金的攻撃からヘルズゲートで捕らえるとレスナーは中指を立てたのち、失神したため勝利した。10月25日、Hell in a Cell 2015にてレスナーとヘル・イン・ア・セル・マッチで再戦。中盤には両者とも出血してレスナーがリングを破き中身が剥き出しになった状態で投げられようとするが切り返してチョークスラムで叩きつけるとツームストーン・パイルドライバーを決めるがカウント2で返され、止めを刺そうと首斬りのポーズをしたところへ金的攻撃を喰らうとF5を決められ敗戦した。11月、ワイアット・ファミリーとの抗争を開始。9日のRAWではケインとのブラザーズ・オブ・デストラクションを再結成して撃退。同月22日、Survivor Series 2015にてワイアット・ファミリー（ブレイ・ワイアット & ルーク・ハーパー）と対戦。序盤に襲ってきたエリック・ローワンをダブルチョークスラムで叩きつけ、中盤にはセコンドで介入してきたブラウン・ストローマンを実況席へダブルチョークスラムで叩きつけて破壊。リングへ戻るとワイアットとハーパーから攻撃を受けて倒れるが瞬時に起き上がると両者ともチョークスラムを決め、最後にハーパーにツームストーン・パイルドライバーを決めて勝利した。

### 2016年
2016年4月3日、Wrestle Mania 32にてシェイン・マクマホンとヘル・イン・ア・セルで対戦。序盤にはヘル・イン・ア・セルでありながら関節技の応酬となり、中盤よりシェインが金切りバサミで金網を切っているところに襲撃して突き破り場外戦へと展開。工具箱やモニターで殴打され、実況席に横たわるとシェインが約6メートルある金網の上からエルボードロップを投下するが避ける。この誤爆で大ダメージを受けたシェインをリング内へと連れ込み、ツームストーン・パイルドライバーを決めて勝利。

### 2017年
2017年1月29日、Royal Rumble 2017にてロイヤルランブルマッチの29番目に登場。ゴールドバーグと初の対戦となり、スピアーを受けたがルーク・ハーパーを落とし油断していたゴールドバーグに背後から襲い脱落させた。そして30番目に登場したロマン・レインズにより脱落させられた。
4月2日、WrestleMania 33にてロマン・レインズと対戦。終盤に満身創痍の状態に陥るがレインズのスーパーマンパンチとスピアーを何度も耐えたものの、最後にスピアーを決められ敗戦。試合後、会場を見渡すとオープンフィンガーグローブ、ジャケット、帽子をリング中央に置くとリングを後にした。

### 2018年
2018年4月8日、WrestleMania 34にてアライアスを蹴散らしてリングを後にしようとしたジョン・シナに対し、リングに置かれたコスチューム一式に稲妻が落ち、復活を遂げる。そしてシナと対戦。終盤にチョークスラムを避けられ、スープレックスからファイブ・ナックル・シャッフルを喰らいそうになるが、回避し起き上がるとチョークスラムからツームストン・パイルドライバーへと繋げて勝利した。

### 2019年
2019年6月7日、Super ShowDown 2019でゴールドバーグと対戦。終盤にスピアーからジャック・ハマーを喰らうがフォールを返し、パワースラムの要領で持ち上げられると切り返してチョークスラムを決めて勝利した。

### 2020年
レッスルマニア36にて、AJスタイルズとボーンヤード戦を行う。試合では墓掘人ギミックと往年の不良中年ギミックを混ぜ合わせたギミックを用いた。途中、AJの一味であるカール・アンダーソンやルーク・ギャローズの邪魔が入るも一蹴し、最後はAJを埋葬して勝利。バイクに乗ってその場を去っていった。
6月20日、WWEネットワークで配信中のドキュメンタリー映画「ラストライド」のインタビューの中で「リングに戻る意欲がない」と現役引退を明かし、米英メディアが一斉に現役引退を報じた。

### 2022年
2022年度のWWE殿堂選出者としてアナウンスされた。

### 2024年
2024年に行われたレッスルマニアXLの2日目のメインイベントに登場し、ドウェイン・ジョンソンにチョークスラムをして姿を消した。

### 2025年
1月6日に行われた、WWE Raw premiere on Netflix（英語版）にて、リヴ・モーガンとの女子世界王座戦を制したリア・リプリーを、アメリカン・バッド・アスの姿で登場し祝福した。

## 得意技

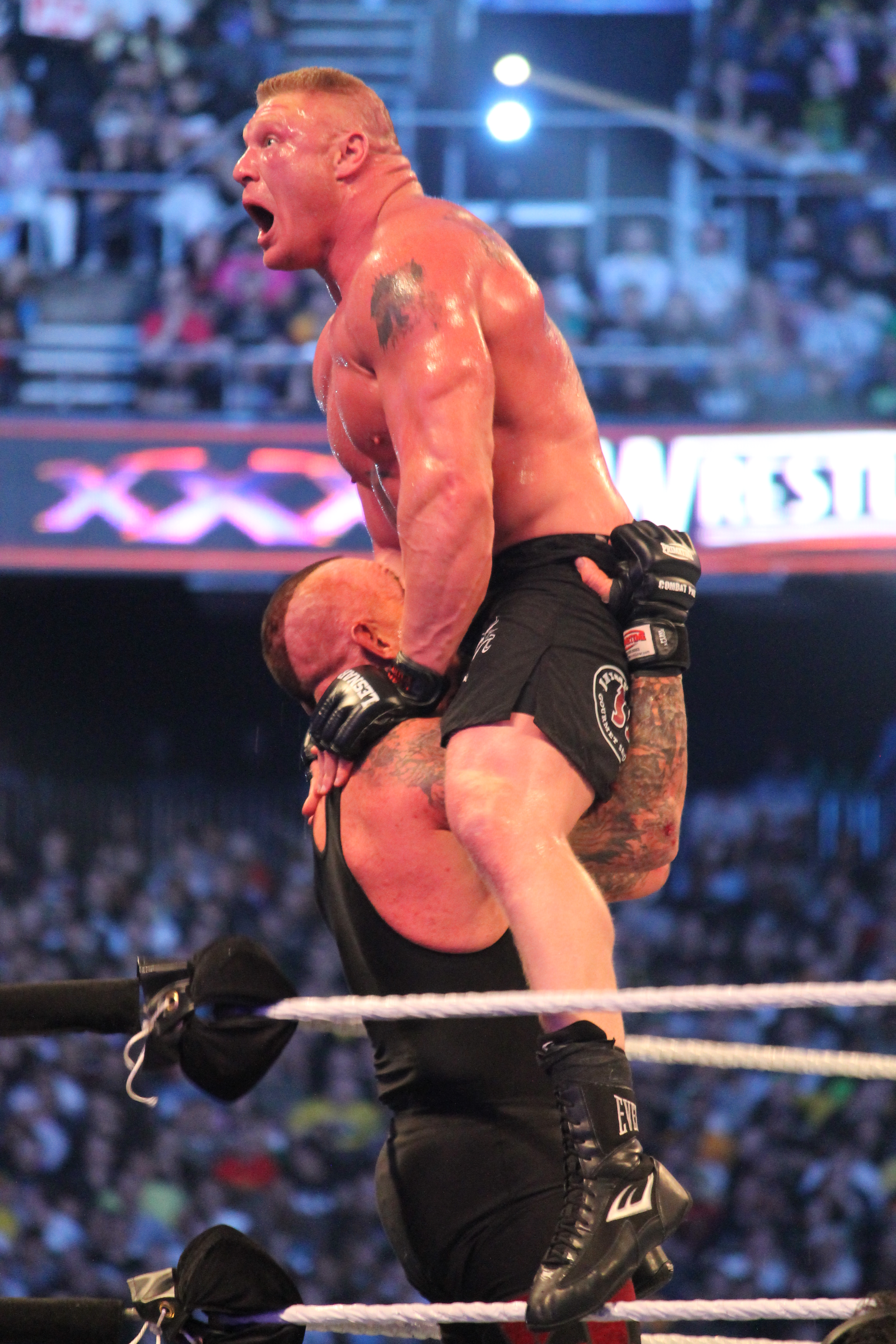
ラスト・ライド

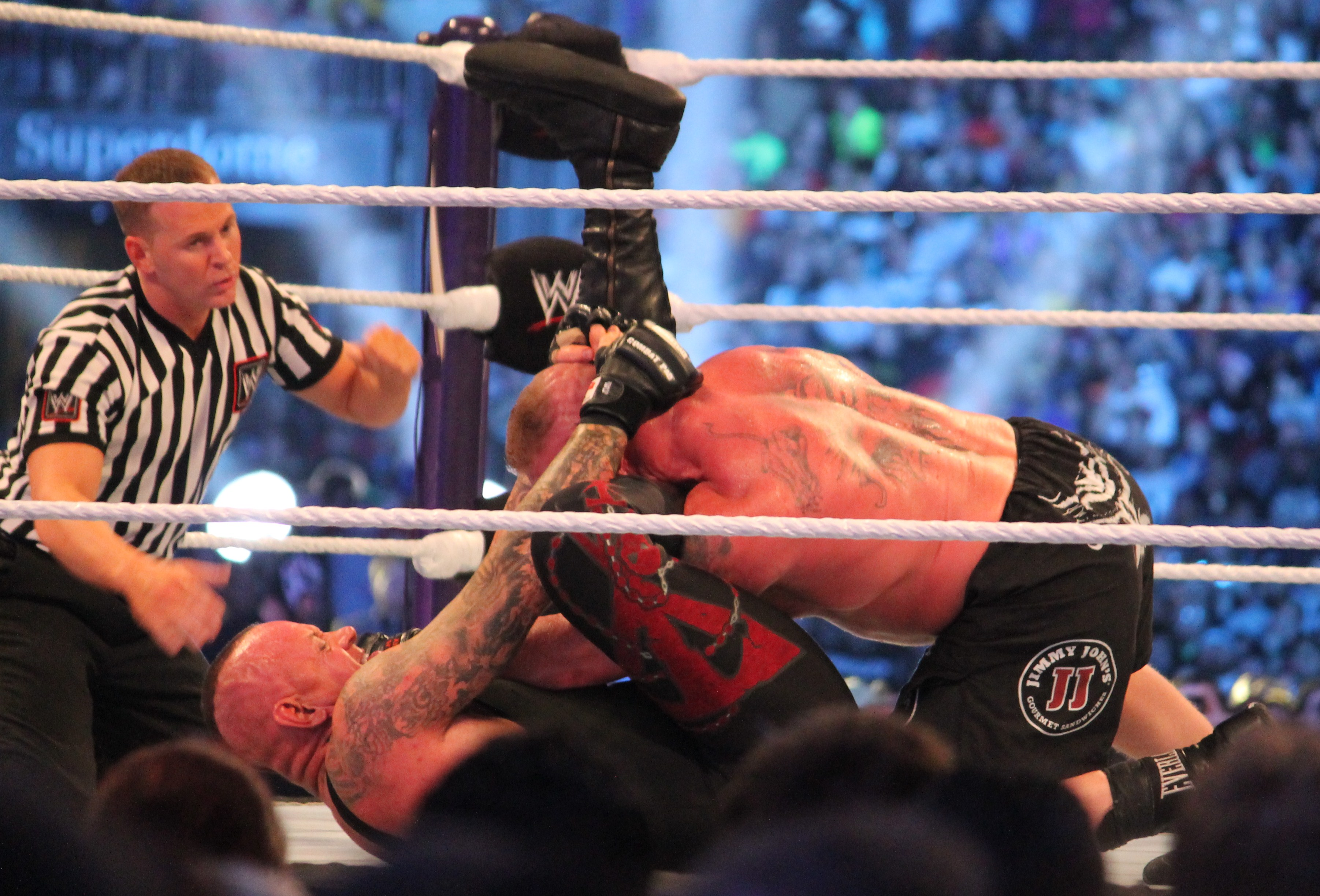
ヘルズ・ゲート

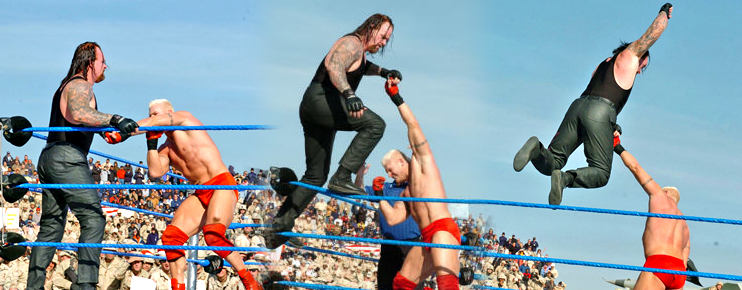
オールド・スクール

### フィニッシュ・ホールド

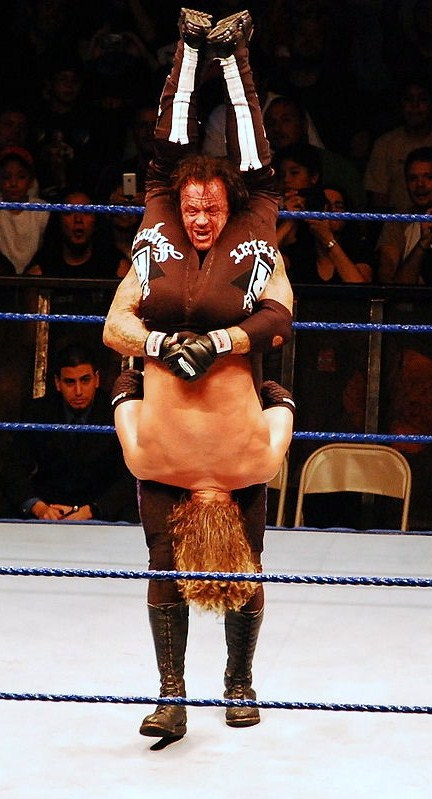
ツームストーン・パイルドライバー
WWE入団当時から使い続けている必殺技。首を掻き切る動作が合図。この技から相手をフォールする時は、相手の両手を胸の前に組ませ（葬送のイメージである）、自らは柔道の上四方固めのような体勢から上半身を反り、白目を剥いて大きく舌を出すのが一連の動作である。レスト・イン・ピースと呼ばれることがあるが、正式名ではない。初期は相手の片腕も抱え込んで斜め気味に落とす型が多かったほか、レッスルマニア26などでごく稀にジャンピング式も使用したことがある。同系の技で負傷者が続出した経緯があり、バッド・アス時代ではWWEにおいて禁止技にされており、レッスルマニアなどの大試合でのみ使用していた。現在ではテイカーとケインのみが使用を許可されている。

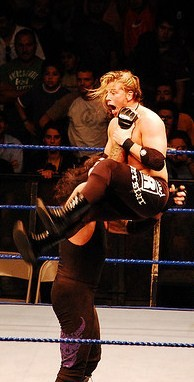
チョークスラム
決める前に大きく右手を振りかぶるのが合図。90年代中盤までは膝をついて叩きつけたり、自らも倒れ込みながら相手を叩きつけることが多かった。バッド・アス時代には相手を高くホールドしてから落とすなど、フィニッシュ・ホールドとして使っていた時期もあった。
ラスト・ライド（Last Ride）
アメリカン・バッド・アス時代に使い始めた必殺技。右を挙げるのが合図。メインの必殺技をツームストーンに戻してからはニア・フォールやカウンターを喰らうことが多い。
コーナーに押し込まれ相手がコーナー上からパンチを連発している場面へのカウンターとして使われることもある。特に大型選手相手にラストライドを決める場合はこのパターンが多い。
レイ・ミステリオなど小型選手相手のときは、飛び込んできた相手を空中で捕まえ、そのままラストライドに移行することもある。
ヘルズ・ゲート（Hell's Gate）
2008年1月から使うようになった必殺技。他の必殺技に比べ「奥の手」のような扱いであり、使う頻度は少ない。ツームストーンが決められないような大型選手相手に使われることが多い。使い始めてからしばらくの間は、この技を受けた相手は必ず口から吐血していた（ギミック上の演出）ほか、そのままゴゴプラッタと呼ばれたり、デビルズ・トライアングルと呼ばれていたこともある。この技を使用し始める前はトライアングルチョーク（三角絞め）を時折使用していた。
ドラゴン・スリーパー・ホールド
基本的には立った状態で出す技を言う。バッド・アス時代に良く使用。一時期は「Take care of buisiness」の名前で使用していた。
ロープ歩きからのダイビング・エルボー
ミーン・マーク・キャラスやマスター・オブ・ペインなどの名前で活動していた若手時代からWWFでアンダーテイカーとしてデビューしたごく初期まで使っていた技で、相手がリング中央付近で倒れている際にコーナーを登りトップ・ロープ上を歩いて接近してからダイビング・エルボードロップを放つ技。若手時代には下記のオールド・スクールと同等以上の頻度で使用しており、必殺技になることも多かった。ヒート・シーキング・ミサイル（熱探知ミサイル）という名称で呼ばれたこともある。相手の位置によっては通常のコーナー上からのダイビング・エルボーも使用していた。この技が見られなくなってからもごく稀にコーナーからのダイビング・エルボーを試みることがあるが相手に対処され失敗することが多い。
ハート・パンチ
WCWなどで活躍した若手時代の必殺技。スタン・スタージャックやオックス・ベーカーが使用し、リング禍が起きたことでも有名な技。相手の左腕を左手で捻り上げて脇を空けさせてから心臓付近に右ストレートを打ち込む。受けた相手は胸を押さえ苦しみながら倒れたり、また苦しむ相手の頭を突き飛ばし叩きつける連携も使用した。またこの技の後に上記のダイビング・エルボーで試合を決めることも多かった。

### その他
起き上がり
相手が大技を使ってテイカーをダウンさせ油断していると上体を起こし起き上がり、驚く相手を逆襲するのが得意技の一つであった。バッド・アス時には見られず。この他にも相手の打撃に対してノーリアクションで驚く相手に逆襲することも特徴的だった。
オールド・スクール
相手の片腕をねじり上げつつ、自身はコーナーから登りトップ・ロープ上を歩き、飛び降りざまにチョップを当てる。師匠のドン・ジャーディン直伝のムーブ 。試合の序盤はこの技の布石として相手の腕を捻ったり肩をぶつけるなど腕攻めをすることが多かった。
腕を捻り上げ持ち上げてから落とす
主に序盤の腕攻めの中で、特に自分より軽量の相手に対して稀に使用した。
スネーク・アイズ
相手をボディスラム のようにうつ伏せに肩に担いで中空に放り投げ、顔面をターンバックルに叩き付ける。この後ランニング・ビッグ・ブート、レッグドロップを放つ。
サイドウォーク・スラム
片腕で相手を抱え上げることが多い。
飛びつき式DDT
ロープワークの攻防から、フライング・クローズラインを警戒して身を屈めた相手の首を捕らえてDDT を決める。近年は使用機会が少なくなった。
トップロープ越えのノータッチ・トペ
レッスルマニアなど、大勝負の時にだけ見られる大技。場外に居る相手に向けて助走をつけてトップロープを飛び越え、頭から体当たりしていく。そのジャンプ力は並みの軽量級レスラーをも上回るもので、彼の驚異的な身体能力を如実に物語る技である。
ヘル・イン・ア・セル戦では、ロープの間を潜り抜ける通常のトペ・スイシーダを見せたこともある。
パンチ
大きく踏み込んだパンチで、打撃戦になると実況からは「The best pure striker in WWE history (WWE史上最高のストライカー)」と呼ばれることが多かった。アンダーテイカーとしてデビューしてから1997年ごろまでの時期を除いて、若手時代からキャリア晩年に至るまでMMAなどの影響からオープンフィンガーグローブ を着用していた。
アッパーカット
地獄突き気味に放つ。ケインとの抗争ではお互い打ち合うことが多かった。怪奇派色が強かった初期のアンダーテイカーはあまり通常のパンチを見せず地獄突き気味の打撃をよく使用した。
ボディブロー
相手がコーナーでダウン状態で連続でボディブローを打ち込む。また起き上がり際に近寄ってきた相手にボディブローを連発してからアッパーカットで逆襲する連携も頻繁に使用した。
エルボー・スタンプ
バック・エルボー
通常のバック・エルボー、コーナーで連続で放つバック・エルボーの2種類使用する。
ビッグ・ブーツ
カウンター式、ランニング式を使用。
クローズライン
フライング・クローズライン
210cm近い巨体でリングを俊敏に駆け回り、大きくジャンプして相手にクローズライン を見舞う。WWEでアンダーテイカーとしてデビューする以前からキャリア晩年までほぼ毎試合使っていた技の一つ。
ダイビング・クローズライン
コーナー上からのクローズライン。1993年のジャイアント・ゴンザレスとの試合で使用した後、90年代後半には頻繁に使用していたが、97年にケインがデビューしダイビングクローズラインを得意にし始めてから徐々に使用頻度が減っていきバッド・アス時代には全く使用しなくなっていた。
エルボー・ドロップ
レッグ・ドロップ
ランニング・ビッグ・ブートの後に追い討ちをかけたり、ボトム・ロープの下に相手を固定しエプロンで使用することが多い。
スープレックス
スーパープレックス
リバースSTO
2004年から2006年にかけてわずかに使用した。この後バタフライ・ロックに繋げたこともあったが定番の技には定着しなかった。

## 獲得タイトル
- WWF / WWE
  - WWF王座/WWE統一王座 : 4回
  - 世界ヘビー級王座 : 3回

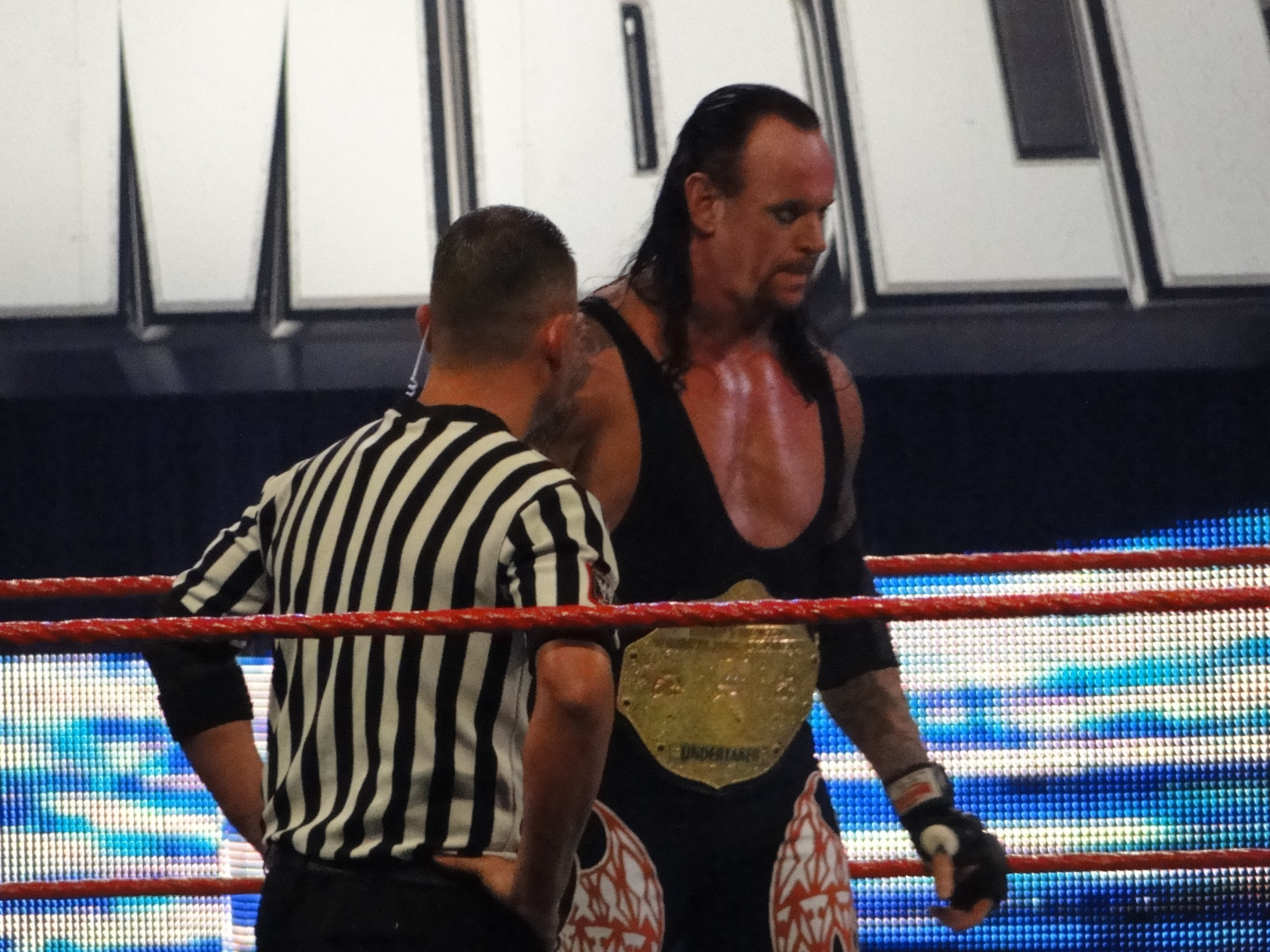
世界ヘビー級王座

  - WWFタッグ王座 : 6回（w / ストーン・コールド・スティーブ・オースチン×1、ビッグ・ショー×2、ザ・ロック×1、ケイン×2）
  - WCWタッグ王座 : 1回（w / ケイン）
  - ハードコア王座 : 1回
  - ロイヤルランブル優勝（2007年）
  - RAW 10th Anniversary Entrance部門 受賞
  - WWE殿堂（2022年）
- USWA
  - USWA統一世界ヘビー級王座 : 1回[7]
  - USWAテキサス・ヘビー級王座 : 1回[8]

## 決め台詞

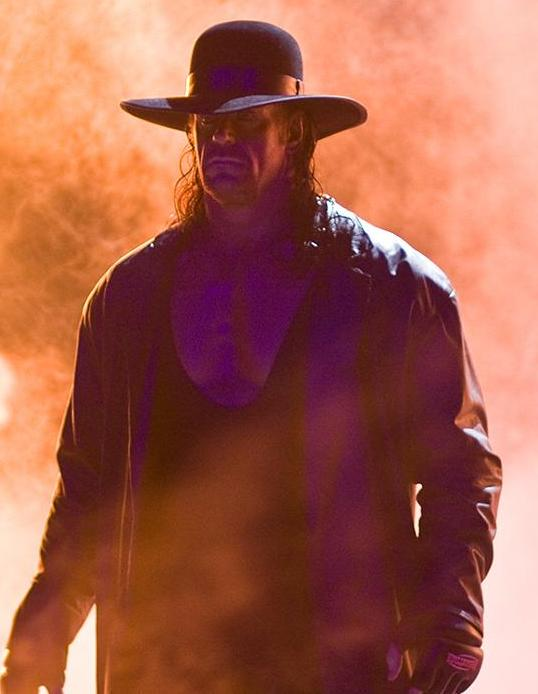

Rest in peace
レスト・イン・ピース、「安らかに眠れ」の意。欧米で墓碑に書かれる慣用句。
This is my yard!
「ここ（リング）は俺の庭だ」バッドアス時代からの決め台詞。墓堀人ギミックに戻って以降も稀に使う。
Deadman walkin'
直訳すると「テイカーが歩いている」だが、ここでは「テイカーが死刑囚（対戦相手）を処刑する」の意。バッドアス時代の入場時のイントロでテイカーが言うセリフ（入場曲が「American Bad Ass」の頃を除く）で、ここでの「walkin'」は死刑囚が処刑場に向かって歩くことを指している。なおバッドアス時代のテイカーは歩かずにバイクに乗って入場することが多かった。
Try me, I'll make you famous!
「かかってこい! 俺がお前を有名にしてやる!」これはミック・フォーリーなどに代表されるようにテイカーにボコボコにされることによって有名になったレスラーが多くいたことからきている。

## 入場曲
- Miracle Man (Ozzy Osbourne) - 新日本プロレス時代に使用
- China White (Scorpions) - NWA/WCW時代に使用
- Funeral Dirge -　原曲はショパンのピアノソナタ第2番「葬送」。ジ・アンダーテイカーとしてデビューした1990年から1991年まで使用。
- Funeral March -前述のFuneral Dirgeのアレンジバージョン。1994年の1月まで使用された。今ではおなじみとなったテイカー入場の合図の鐘の音などが追加された。
- Grim Reaper -1994年のサマースラムでの復帰から1995年頃にかけて使用された、Funeral Marchのアレンジバージョン。メロディに若干の変更が加えられた。
- Graveyard Symphony -1995年から1998年初頭にかけて使用された、Grim Reaperの更なるアレンジバージョン。1999年に暗黒の魔王として復活した初めも度々使用していた。ちなみにこの曲は当初はGrim Reaperに近い曲であったが、後に製作し直され、コーラスなどが加えられた。
- Dark Side - 1998年の夏から使用。これまでとは違い、「葬送」を原曲としておらず、ロック調の入場曲である。
- Ministry - 1999年のレッスルマニア15から使用されたDark Sideのアレンジバージョン。変更点は、前奏部分にテイカーが唱える呪文が聞こえることである。ちなみにレッスルマニア15では、Dark Sideと同じキーであったが、その後登場した際には、キーが低くなっていた。
- The Unholy Alliance - 1999年のビッグ・ショーとのタッグで使用。
- American Bad Ass (Kid Rock) - 墓堀人からバイカーギミックにターンする際に使用。イメージチェンジに一役買った。
- Rollin' (Limp Bizkit) - 2000年末から2002年5月まで使用。特別に2003年の「WrestleMania XIX」ではテイカーの入場時にリンプ・ビズキットがこの曲を生演奏した。
- Dead Man - 2002年途中に使用。
- You're Gonna Pay - 2002年から2003年に使用。
- Rest in Peace - 2004年のレッスルマニアXXで墓堀人ギミックに戻った時から2020年2月まで使用していた。ベースの曲が再び「葬送」となり、墓掘人としてのテイカーの復帰をより引き立たせることとなった。
- Ain't No Grave（Johnny Cash） - 2011年3月4日放送分のSmackDown!からWrestleManiaXXVIIまで使用した入場曲。
- Now That We’re Dead（Metallica）-2020年AJスタイルズ戦で使用。

## エピソード

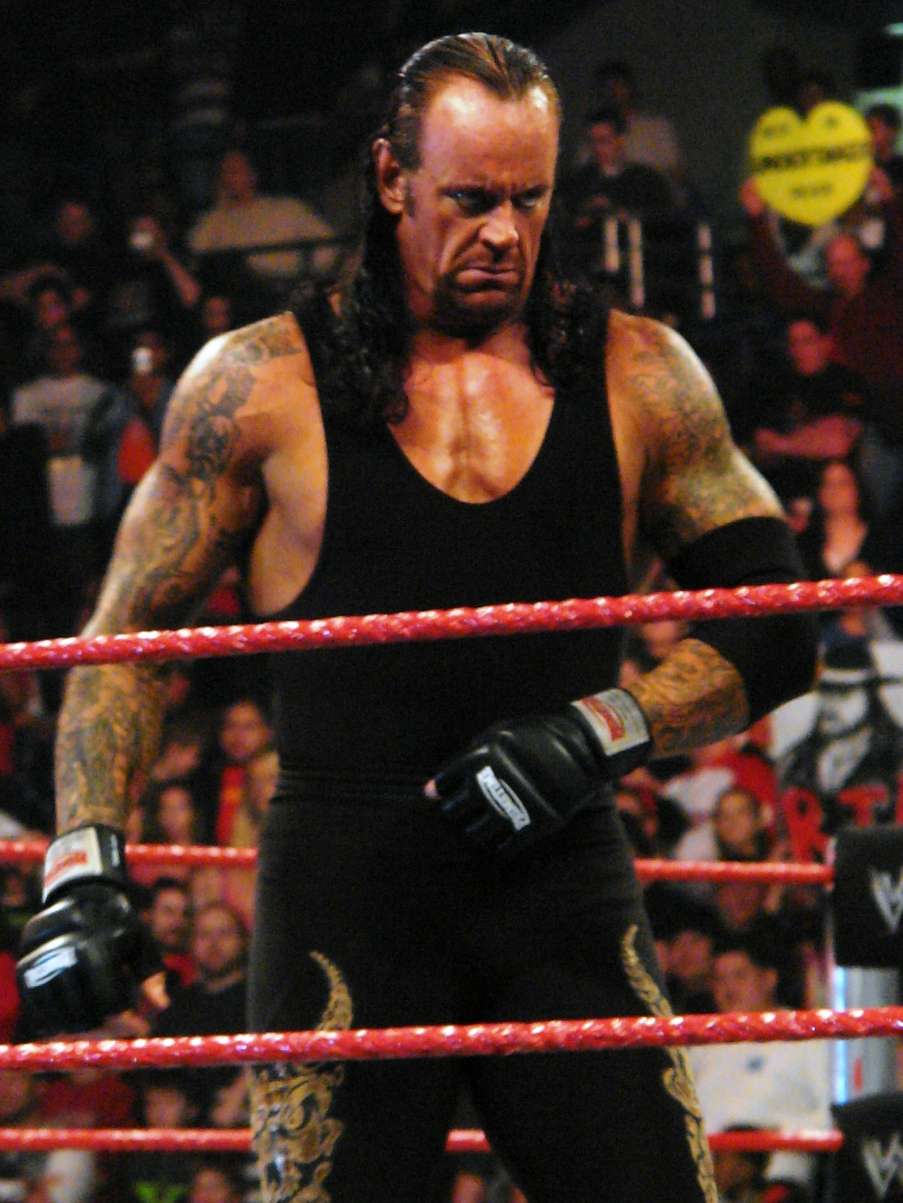
2008年

### 試合関連
- レッスルマニア13という大舞台の前日に交通事故により怪我をしていたという。それでもなお試合に勝利し王座を獲得している。
- かの有名なマンカインドとのヘル・イン・ア・セル戦においても、足首を剥離骨折した状態で出場している。
- 2010年2月21日のエリミネーション・チェンバー戦の入場時にパイロ（演出用の花火）が誤作動を起こし、アンダーテイカーは炎に包まれた。入場コスチュームは燃え、テイカー自身も1度〜2度の火傷を負ったが、応急処置を受けたのち、何事もなかったように試合に参加した[30]。
- 弟であるケインとのアングルは人気の一つである。中でも最も支持されているアングルの一つに破壊兄弟（Brothers of Destruction）が挙げられる。そのギミックと相まって通常のタッグ戦線で活躍するタッグチームとは一線を画する、ある種別格の存在感を放っており、団体からも一目置かれており（このタッグが復活するとほぼ必ずアナウンスが入り、注目カードとして扱われることからもその存在の大きさが垣間見える）、一つの重要なパーソンといえる。タッグだけでなく二人の抗争も幾度と無く行われており有名な物にリングの周りを炎で囲ったインフェルノマッチなどがある。また、兄弟（ギミック）ということもあり抗争の理由も「両親の墓を賭けて」など非常に独特である。この兄弟ギミックは以降も続いている。
- 2015年8月現在、20年以上にわたる長いレスラー人生において、タップ（関節技を仕掛けてきた相手に対して、手で相手の体かマットを叩き降参を申告する行為、つまりギブアップ）をして敗北したことが一度もない。ただし、タップをせずに関節技で敗北したことや、逆に、タップをしたが敗北しなかったことは数例ある。以下に事例を示す。
  - 1996年6月23日、キング・オブ・ザ・リング、対マンカインド戦 - マンカインドが繰り出したマンディブルクローを受けて、アンダーテイカーは失神してしまった。試合はマンカインドのKO勝ちとなったが、このときアンダーテイカーはタップしていない[31]。
  - 2002年7月4日、スマックダウン、対カート・アングル、WWE統一世界王座戦 - アンダーテイカーはラストライドでアングルを仕留めようと、アングルをリフトアップして肩に担いだ。しかし、アンダーテイカーがアングルを投げ落とそうと持ち上げた瞬間、アングルは巧みにアンダーテイカーの首と片腕を捕獲し、三角絞めを仕掛けることに成功した。アングルの三角絞めは完全に極っており、脱出できないアンダーテイカーは苦しむが、技を受けながらもそのままの体勢でアングルの両肩をマットに着け、ピンフォールを奪うことに成功した。しかし、レフェリーが3カウントを取ったその瞬間、アンダーテイカーは耐え切れず、マットをタップしてしまっていた。協議の結果、フォール成立とタップは同時であり、試合は引き分け、アンダーテイカーの王座防衛となった。こうして、公式な記録上は、アンダーテイカーはタップしていないことになった[31][32]。
  - 2009年9月13日、ブレーキング・ポイント、対CMパンク、サブミッション・マッチ形式WWE・世界ヘビー級王座戦 - アンダーテイカーはパンクにヘルズゲートを仕掛け、パンクをタップさせることに成功した。しかし、セオドア・ロングが現れ、ヘルズゲートはヴィッキー・ゲレロが禁止技に指定したことを指摘した。パンクのタップは取消になり、試合続行が命じられた。試合再開後、パンクは即座にアンダーテイカーにアナコンダバイスを仕掛けた。その瞬間、不可解なことに、ゴングが鳴らされ、アンダーテイカーの敗北が宣告された。アナコンダバイスを解くと、王座を防衛したパンクは逃げるように退場した。モントリオール事件を再現したロングの策略であった。公式な記録に、アンダーテイカーの関節技による敗北が残ったが、ここでもなお、アンダーテイカーはタップはしていない[33]。
  - 2015年8月23日、サマースラム、対ブロック・レスナー戦、レスナーの放ったキムラロックで苦しむ中、あと一歩のところでレスナーをフォールできそうなところを、アンダーテイカ―は耐えきれず、タップしてしまった。しかし、この時、レフェリーはアンダーテイカ―がタップした瞬間を見ておらず、試合を続行。アンダーテイカ―はその後、レスナーが勝ったことに浸っているところをすかさずローブロー。その流れでヘルズ・ゲートを決め、レスナーが中指を立てながら失神していくところを見届け、勝利した。
- 210cmの巨体にもかかわらず非常に身体能力が高く、ロープの上を渡ったりトップロープ越えのノータッチトペを決めたり出来るなど長身レスラーにはあまり見られない動きをすることが出来る。
- また、全盛期からの衰えは見られるものの、ロープワークの俊敏さもアピールポイントの一つである。
- 長いキャリアの中で、90年代以降WWEに所属したほぼ全ての一線級のスーパースターと対戦した経験があるが、唯一クリス・ジェリコとの1対1での対戦はジェリコが1999年にWWE入団して以降長く実現せず、それから10年後の2009年が初めてとなった。
- 公式のデビューは先述の通り、1984年ダラスWCCWでのブロディ戦だが、本人によるとドン・ジャーディンの下でトレーニングを初めてまだ1〜2ヵ月しか経っていない時に、南アフリカ共和国のダーバンで2試合を戦っている。
- 2020年、ドキュメンタリー映画「ラストライド」内で、自身の好敵手としてブレット・ハート、カート・アングル、バティスタ、リック・フレアー、トリプルH、ショーン・マイケルズの名前を挙げている。

### バックステージ
- 伝説的な実績に加え、選手と上層部の双方から厚い信頼を得ておりレスラーの中で非常に重要な地位を保持している。そのため、怠慢な試合を続けたビッグ・ショーをロッカールームで叱り飛ばしたり、入団当初挨拶に行かず会場を歩き回っていたショーン・オヘアを見て「あの小僧は挨拶もできねえのか」と愚痴をこぼし、その結果オヘアが暫く干されたことがある。さらには若手レスラーたちのよき相談相手にもなっており、彼の発言や行動が他のレスラーに少なからぬ影響を与えることがある。また、レスラーに対する理不尽な扱いを嫌うことでも有名で、たびたび怒りをあらわにしている（モントリオール事件、ボブ・オートンを参照）。
- 鈴木浩子がゲイシャガールとしてデビューが決まった際、格闘技のバックグラウンドが皆無と知り彼は自ら進んで彼女のトレーナーに名乗りを挙げ、技術を１から伝えた。
- トリプルHはステファニー・マクマホンとの結婚について思い切りがつかなかったとき、テイカーに相談した。
- 過去に抗争相手として現れた偽テイカー（ブライアン・ハリス）は彼の親友である。
- 2010年6月、交際していたWWEディーヴァのミシェル・マクールと再婚した。

### その他
- バイクが趣味であり欠場中などはバイクラリーに参加しているという。また、バッドアスギミック時代に試合前後に彼が乗り回していたバイクは一見ハーレーダビッドソンに見えるが、実際はそれらをオーダーメイドで職人がカスタムしたタイタンというバイクで、値段は一台10万ドル単位であるらしい[34]。ちなみにバイクはテイカー自身の私物である。なお、このバイクはテイカーの抗争相手にネタに使われることがある。（カート・アングルに大事なバイクを牛乳で汚されて、代わりにアングルからスクーターをプレゼントされたり[35]、ハルク・ホーガンにバイクを盗まれ、そのうえ、バイクをトレーラーで轢かれて大破させられたりしている[36]。
- MMAの大ファンであり、プライベートでUFCの観戦に来ている姿が頻繁にテレビに写っている。自身のプロレスの試合でも常にオープンフィンガーグローブを着用して、稀にMMAの技を使っている。元UFC世界ウェルター級王者マット・ヒューズとは仲が良いらしく、ヒューズを激励しに控え室を訪れたことがあった。また、ボクシング世界王者のマニー・パッキャオの応援のため、一緒に入場したこともある。
- 2007年にビジネスパートナーと共にコロラド州のラブランドに270万ドルのビルを建設した（引退後は不動産業に手を伸ばす予定であるとのこと）。
- 腕のタトゥーは左腕が城と蛇。右が髑髏と三人の老人。喉元には前妻であるサラの名前のタトゥーが彫られていたが離婚後に消している。
- 墓掘り人ギミック時はほとんど言葉を発さず、逆にバッドアスギミック時はマイクアピールを頻繁に行った。例外的に2004年の日本武道館大会において、当時は墓掘り人として復活を遂げたばかりだったが、エディ・ゲレロに触発される形でマイクを握り、「ハロー・トーキョー。昨年は君たちの前に現れる事ができなくて申し訳なかった。次回の来日まではそれほど君たちをお待たせしないと約束しよう。どうかその日まで、レスト・イン・ピース！」とアピールし、武道館の観衆から万雷の喝采を浴びた。

## レッスルマニア無敗伝説

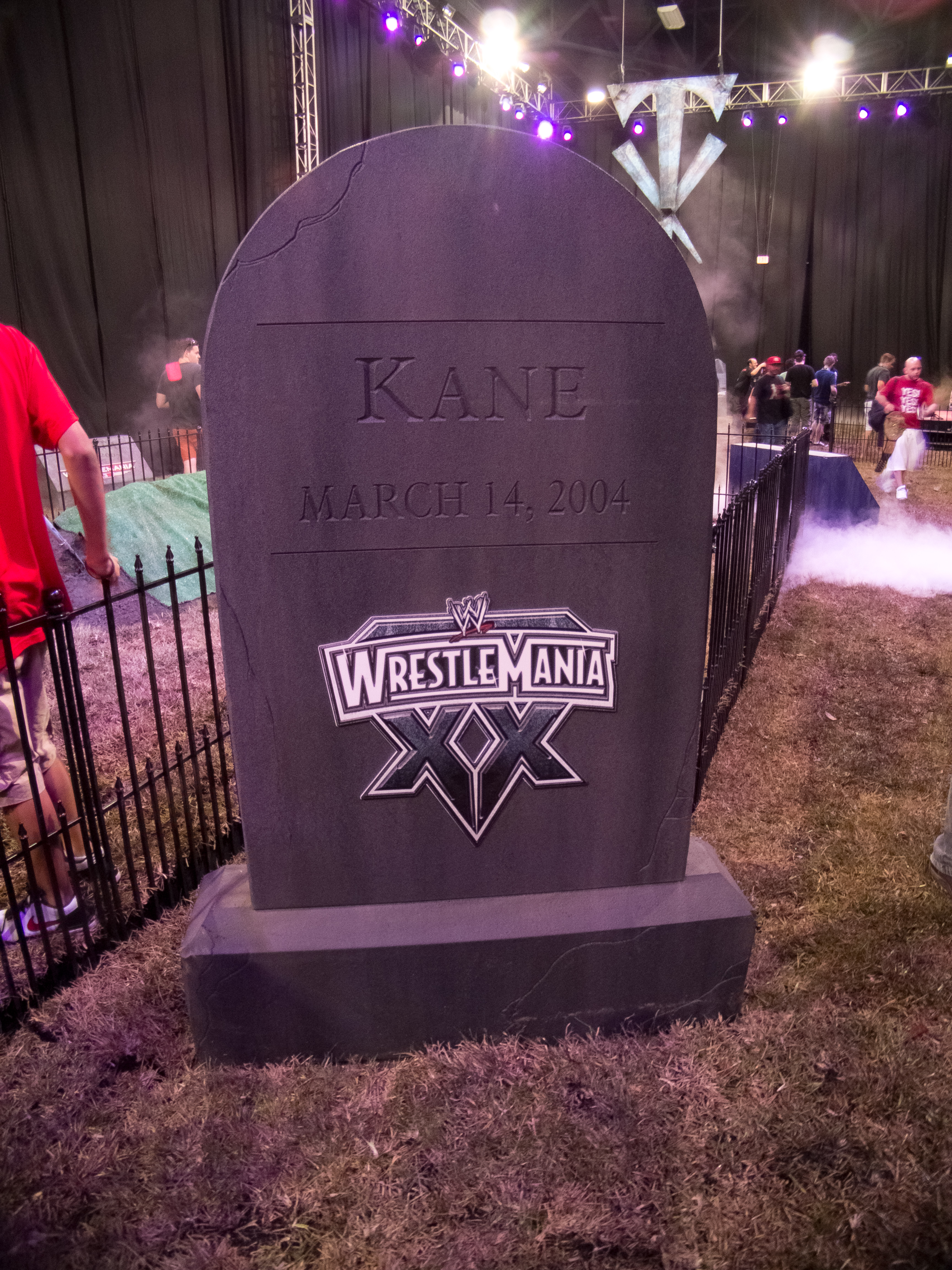
レッスルマニア20のファンアクセスにて会場に置かれたケインの墓石。

前述のように、テイカーは初登場以来、2014年のレスナー戦までレッスルマニアにおいて負けたことがない。テイカーのレッスルマニア無敗記録（The Undefeated Streak）を懸けた試合は、WWE王座戦以上の扱いや注目度を浴びることも多く、事実上のレッスルマニアのメイン戦の一つとなっていた。
実況などで「テイカーはX勝0敗で、X人のスーパースターがテイカーに挑んで敗れた」などとよくいわれたが、これは単純に「毎年1試合で1名ずつ倒した」とも受け取れる表現である。しかし、ケインとショーン・マイケルズは2回、トリプルHは3回戦っており重複する。一方、Aトレイン&ビッグ・ショーとは1対2のハンディキャップ戦であった。結果として、テイカーとレッスルマニアで対戦した選手は19名である。
テイカーはインタビューで「俺のレッスルマニア連勝記録は可能な限り続けたいと思っているが、記録はいつか止まるものだ」と常々語っており、かつてはケインとカート・アングルに連勝記録を止められることを希望する発言をしたこともあった。しかし、両者からは「偉大なテイカーの伝説的な連勝記録を止めるなんて恐れ多くて出来ない」と言われている。
その後、WWE入団当初からテイカーに高く評価されていたブロック・レスナーがレッスルマニア30でテイカーのレッスルマニア連勝記録を止めた。テイカーが負けることを試合前に知っていたのは試合をした二人以外ではビンス、ステファニー、トリプルH、ポール・ヘイマンのみであり、レフェリーすら知らされておらず、さらにテイカーが負けると決まったのは試合当日という極秘事項であった。このことからもいかにテイカーのレッスルマニア無敗記録が重要な扱いをされていたかが現れている。ただし、この件について「レスナーを評価していたテイカーが自ら負ける事を希望した」などと言われることがあるが、テイカー自身は試合当日にブックの変更を知らされており、すでにトップ選手の地位を手に入れていたレスナーには不必要な勝利だったと明言している。
なお、テイカー対レスナーは当初レッスルマニア27でも計画されており、この時はテイカーが勝つブックが組まれることが決まっていた。当時UFC世界ヘビー級王者だったレスナーの防衛戦が行われたUFC 121をテイカーやストーンコールドらWWEの大物がオクタゴンサイドで観戦しており、メインイベント終了後にインタビュー中のテイカーの横を通ったレスナーが睨み合うシーンがあり、そのシーンを収めたビデオは1週間で300万回以上の再生回数を記録するなど大きな話題を呼んだ。UFCは所属選手に対して独占契約を結んでおり、所属選手が他団体に出る場合、打撃有りの試合は完全禁止、グラップリングやプロレスの試合に出る際にもUFC側の許可が必要となっており、ビンスはUFC代表ダナ・ホワイトに「レッスルマニア27でテイカー対レスナー戦を行いテイカーが勝利、その代わりに、ビンス・マクマホン対ダナ・ホワイトでダナが勝利」というブックのオファーをした。真剣勝負リアル・ファイトの世界最強を決めることが代名詞の総合格闘技UFCと、プロレスがショーであることを前面に出したWWEとでは対極の存在であり、ダナがイメージ悪化を嫌ってプロレスの試合をやりたがらなかった場合には、当時既に65歳のビンスがダナとリアル・ファイトで対戦することにも応じるというオファーであった。しかし、結局UFC側が許可せずに白紙となった。
以下は2014年にブロック・レスナーに敗退し不敗神話が途切れるまでのレッスルマニアにおける戦歴である。
| 回                              | 倒した相手                       | 決着             |
| ------------------------------- | -------------------------------- | ---------------- |
| WrestleMania VII （1991年）     | ジミー "スーパーフライ" スヌーカ | ピンフォール     |
| WrestleMania VIII （1992年）    | ジェイク "ザ・スネーク" ロバーツ | ピンフォール     |
| WrestleMania IX（1993年）       | ジャイアント・ゴンザレス         | 反則             |
| WrestleMania XI（1995年）       | キングコング・バンディ           | ピンフォール     |
| WrestleMania XII （1996年）     | ディーゼル                       | ピンフォール     |
| WrestleMania 13 （1997年）      | サイコ・シッド                   | ピンフォール     |
| WrestleMania XIV （1998年）     | ケイン                           | ピンフォール     |
| WrestleMania XV （1999年）      | ビッグ・ボスマン                 | ピンフォール     |
| WrestleMania X-Seven （2001年） | トリプルH                        | ピンフォール     |
| WrestleMania X8 （2002年）      | リック・フレアー                 | ピンフォール     |
| WrestleMania XIX （2003年）     | Aトレイン&ビッグ・ショー         | ピンフォール     |
| WrestleMania XX（2004年）       | ケイン                           | ピンフォール     |
| WrestleMania 21（2005年）       | ランディ・オートン               | ピンフォール     |
| WrestleMania 22 （2006年）      | マーク・ヘンリー                 | 棺桶閉じ込め     |
| WrestleMania 23 （2007年）      | バティスタ                       | ピンフォール     |
| WrestleMania XXIV （2008年）    | エッジ                           | サブミッション   |
| WrestleMania XXV （2009年）     | ショーン・マイケルズ             | ピンフォール     |
| WrestleMania XXVI （2010年）    | ショーン・マイケルズ             | ピンフォール     |
| WrestleMania XXVII （2011年）   | トリプルH                        | サブミッション   |
| WrestleMania XXVIII （2012年）  | トリプルH                        | ピンフォール     |
| WrestleMania 29 （2013年）      | CMパンク                         | ピンフォール     |
| WrestleMania XXX（2014年）      | ブロック・レスナー               | ピンフォール負け |